# Partit Socialista Belga
El Partit Socialista Belga (en francès:Parti Socialiste belga, PSB; en neerlandès: Belgische Socialistische Partij, BSP) va ser un partit polític socialdemòcrata que va existir a Bèlgica durant el període de 1945 fins a 1978.

## Història
Va ser fundat per activistes del Partit Obrer Belga, el primer partit socialista belga creat en 1885, que Henri de Man va dissoldre en 1940, mentre Bèlgica es trobava sota l'ocupació nazi.
Les seves principals fonts d'associats van ser les cooperatives i els moviments sindicals, i van aconseguir més participació en Valònia. Com la majoria de les organitzacions polítiques belgues, el partit va recolzar una major integració amb la Comunitat Econòmica Europea, encara que en un context socialista.
En la dècada de 1970 els socialistes encara eren l'únic partit unitari després que els liberals i els democratacristians s'haguessin dividit en un partit flamenc i való el 1971 i el 1969 respectivament, i el BSP no va poder resistir la tendència cap a la federalització de les estructures de l'estat i del partit, i després de la dimissió de Leo Collard com a president del partit el 1971, es va presentar per primera vegada la doble presidència, el flamenc Jos Van Eynde i el való Edmond Leburton. Des de 1974 André Cools i Van Eynde compartien la presidència del Partit Socialista Belga. El fracàs del Pacte d'Egmont el 1977 va ser de fet el punt final de la creixent desconfiança entre flamencs i valons dins del partit. Sota l'impuls del copresident André Cools, un front francòfon havia estat creat des de feia temps i el nou copresident flamenc, Karel Van Miert, era menys inclinat que el seu predecessor a salvar els camarades de Valònia. En una Flandes autònoma, els socialistes dependrien de si mateixos i havien de treballar pel seu propi perfil el més aviat possible. En qualsevol cas, a l'octubre de 1978, el desacord al partit ja no es podia amagar per l'acostament de Cools amb els Federalistes Demòcrates Francòfons (FDF) i la diversa avaluació del Pacte d'Egmont. En lloc d'un congrés nacional el 28 d'octubre de 1978, es van reunir dos congressos independents el 1978 a Klemskerke i Malines, i a Verviers, fins a la ruptura definitiva dels socialistes valons, que a finals d'octubre de 1978 van formar el Parti Socialiste (PS). A les eleccions legislatives belgues de 1978 els socialistes flamencs van participar per darrera vegada com a BSP sota la direcció de Karel Van Miert, amb la incorporació de “Vlaamse Socialisten” (socialistes flamencs).

## Presidents
| 1942 - 1945                 | Achille Van Acker                 | Achille Van Acker                |
| 1945–1959                   | Max Buset                         | Max Buset                        |
| 1959–1971                   | Leo Collard                       | Leo Collard                      |
| Co-Presidents (des de 1971) |                                   |                                  |
| Període                     | Co-President de llengua holandesa | Co-President de llengua francesa |
| 1971–1973                   | Jos Van Eynde                     | Edmond Leburton                  |
| 1973–1975                   | Jos Van Eynde                     | André Cools                      |
| 1975–1977                   | Willy Claes                       | André Cools                      |
| 1977–1978                   | Karel Van Miert                   | André Cools                      |